# اسماعیل کچوکایا

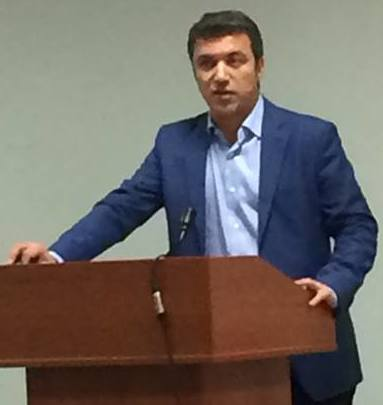
نگارهٔ اسماعیل کوچوکایا، روزنامه‌نگار ترک - ۲۰۱۴

اسماعیل کوچوکایا (۲۰ ژانویه ۱۹۷۰، سیماو) روزنامه‌نگار، مجری اخبار و نویسنده ترک است.

## سالهای اولیه و زندگی خصوصی
اسماعیل کوچوککایا در ۲۰ ژانویه ۱۹۷۰ در منطقه سیماو کوتاهیا به عنوان پسر یونس و هالیسه کوچوکایا به دنیا آمد. تحصیلات ابتدایی و متوسطه را در سیماو به پایان رساند و سپس در سال ۱۳۷۲ از دانشگاه غازی، دانشکده ارتباطات، گروه روزنامه‌نگاری فارغ‌التحصیل شد. کوچوککایا، که در سال ۲۰۰۲ از همسر اول خود جدا شد، در ۱۰ ژوئیه ۲۰۱۶ با معلم ادا دمیرچی ازدواج کرد. در ژانویه ۲۰۲۰، کوچوککایا و دمیرچی از هم جدا شدند.

## حرفه
او از سپتامبر ۲۰۱۳ هر هفته صبح ساعت ۰۸:۰۰ برنامه «ساعت زنگ دار با اسماعیل کوچوککایا» را در تلویزیون فاکس ارائه می‌کند. قبل از انتخابات محلی موقت استانبول در سال ۲۰۱۹، او برنامه ویژه انتخابات استانبول ۲۰۱۹ را مدیریت می‌کرد.

## انتشارات
- Cumhuriyetimize Dair (2008)
- Cumhuriyet'in İlk Yüzyılı (۲۰۱۲؛ با İlber Ortaylı)
- Korkma (2016)
- Biraz Cesaret (2019)
- Fikri Hür Vicdanı Hür (2020)

## جوایز
- جوایز پروانهٔ طلایی - بهترین مجری اخبار مرد (۲۰۱۷؛ نامزد)[۱]
- جوایز پروانهٔ طلایی - مجری تلویزیون سال (۲۰۱۷؛ برنده)[۲]
- جایزه MGD - بهترین اخبار صبح (۲۰۱۸؛ برنده)[۳]